# KUKA
KUKA Roboter GmbH es uno de los principales fabricantes mundiales de robots industriales y sistemas de soluciones automatizadas de fabricación. El Grupo KUKA Robot cuenta con más de 25 filiales en todo el mundo, la mayoría son sucursales de ventas y servicios, en los EE. UU., México, Brasil, Japón y China, Corea, Taiwán, India ofreciendo también sus servicios a clientes de toda Europa.El nombre de la compañía KUKA es una abreviatura de Keller und Knappich Augsburg y al mismo tiempo es una marca registrada de robots industriales y otros productos de la empresa.

## Historia de la empresa
La compañía fue fundada en 1898 en Augsburgo, Alemania. Sus fundadores eran Johann Josef Keller y Jakob Knappich. Al principio se centraron en la iluminación pública y de casas pero poco después enfocaron su atención en otras cosas (instalaciones y herramientas de soldadura, envases y contenedores).El desarrollo y la fabricación de equipos de soldadura por puntos comenzó en 1936. Tres años después, KUKA ya contaba con más de 1,000 empleados. Tras la gran destrucción de la empresa durante la Segunda Guerra Mundial en 1945, KUKA comenzó nuevamente la fabricación de máquinas de soldar y otros pequeños electrodomésticos. Con nuevos productos como la máquina de tejer circular de doble cilindro y la máquina de escribir portátil "Princess", KUKA introdujo nuevos campos industriales y ganó independencia del sector de suministros.
En 1966 la empresa fue líder europea en la producción de vehículos de servicios urbanos. En 1973 se construyó su primer robot industrial, conocido como FAMULUS, trabajo pionero en aquella época. Entonces la compañía pertenecía al grupo Quandt. Pero en 1980 la familia Quandt se retiró y la empresa se convirtió en una empresa pública. Con KUKA Schweissanlagen + Roboter GmbH se creó la técnica de robots en 1995. Hoy en día KUKA se centra en soluciones avanzadas para la automatización de procesos industriales de producción. La empresa pertenece a KUKA AG (anteriormente el grupo IWKA).

## Datos de la empresa

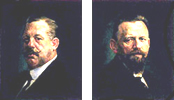
La empresa fue fundada en 1898 por Johann Josef Keller y Jacob Knappich

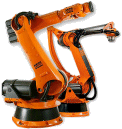
Robots Industriales KUKA

La sede principal de KUKA Roboter GmbH, con más de 3.150 empleados a nivel global, está en Augsburgo (datos del 30.09.2012). Los clientes de la empresa son de la industria automovilística pero cada vez son más frecuentes los clientes que provienen de otros sectores (industria general) fuera de la industria automovilística.

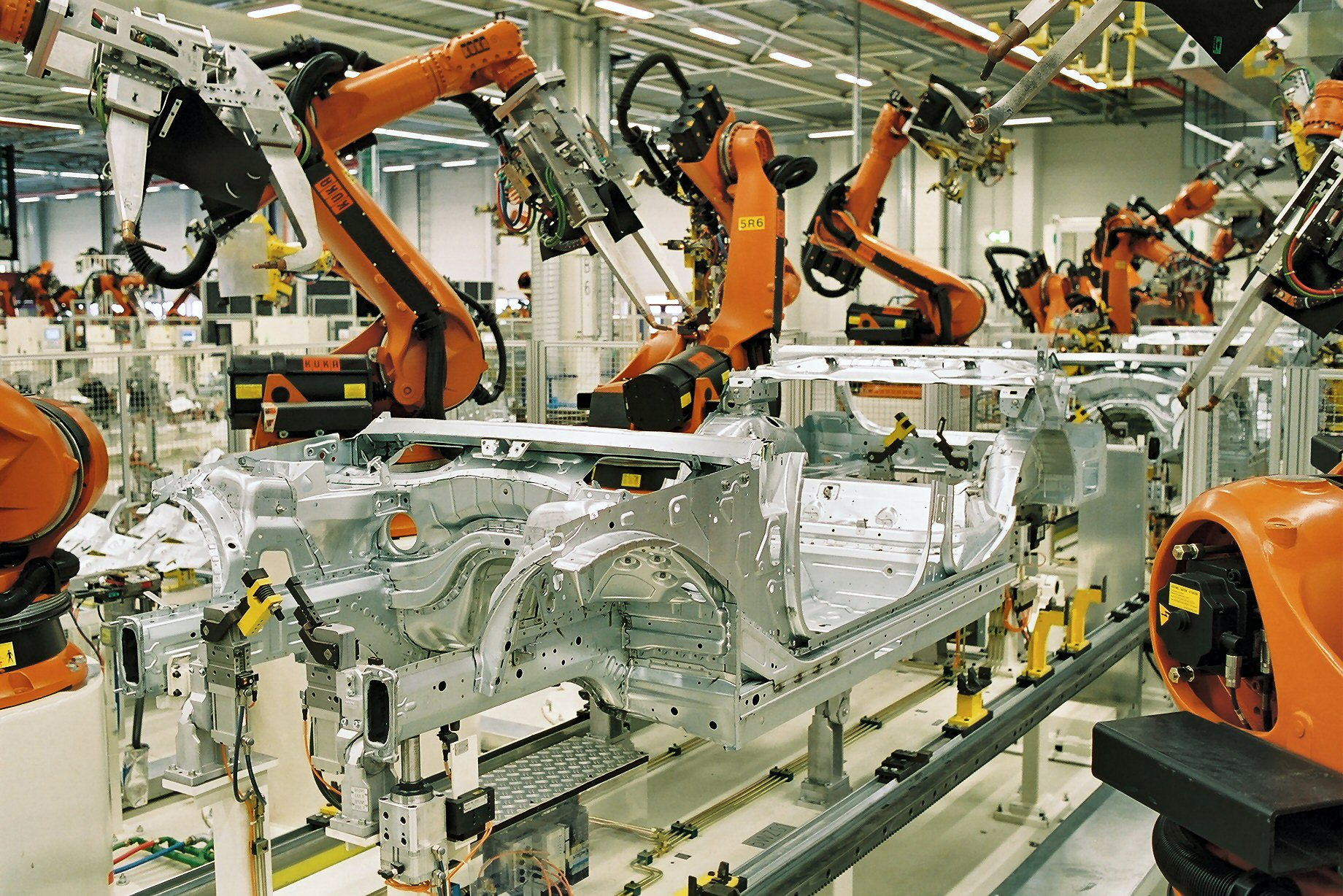
Automoción: Soldadura por puntos en automóviles

## Desarrollos importantes
1971 – se construye la primera cadena de soldadura para Daimler Benz.
1973 KUKA construyó a nivel global el primer robot industrial de seis ejes accionados electromecánicamente y conocido como FAMULUS.
1976 – IR 6/60 – KUKA se decide por el desarrollo de un tipo de robot completamente nuevo: el IR 6/60. Este robot posee seis ejes accionados electromecánicamente y está equipado con una mano angular.
1989 – se desarrolla una nueva generación de robots industriales, equipados con nuevos motores de accionamiento sin escobillas. Estos productos destacan por requerir muy poco mantenimiento y por su alta disponibilidad técnica.
2007 – el robot "titan" de KUKA no teme batirse con los más fuertes. Es el robot industrial de 6 ejes más grande y fuerte a nivel mundial. Supone la entrada en el Libro Guiness de los Récords.
2010 – la nueva serie de robots QUANTEC es la primera y única gama de robots que cubre completamente el rango de capacidad de carga de 90 a 300 kg con alcances de hasta 3100 mm.
2012 – KUKA presenta la nueva gama de robots pequeños KR AGILUS en el mercado.

## Información de sistemas y campos de aplicaciones

### Información de sistemas
El software de KUKA es el sistema operativo y con eso la pieza clave de toda la manipulación. En él están guardadas todas las funciones principales que son necesarias para el funcionamiento del sistema robótico.
Los robots están equipados con un panel de control con ratón 6D integrado y una resolución de pantalla de 640 x 480 píxeles. Este mueve al manipulador, guarda posiciones (TouchUp) o módulos, funciones y listas de datos que pueden ser creadas y procesadas. Para la manipulación a mano de los ejes, debe de estar activados los interruptores afirmativos que se encuentran ubicados en la parte posterior del panel de control (KUKA ControlPanel (KCP)). (Actualmente sólo con función de pánico). La conexión con el mando es una interfaz VGA y un bus CAN.
En el armario de control se encuentra un PC industrial que se comunica por una tarjeta MFC con el sistema de robot. Señales de control entre el manipulador y el control son transmitidas por la denominada DSE-RDW conexión. La tarjeta DSE se encuentra en el armario de control, la tarjeta de RDW se encuentra sobre la base del robot.
Los controles del modelo antiguo, del tipo KRC1 se suministraron con Windows 95, en el que corrió un software basado en vxworks. A los periféricos se incluyeron un CD-ROM y una unidad de disquetes, también una interfaz opcional para Ethernet, Profibus, Interbus, DeviceNet, o ASI.
Los controles del modelo KRC2, control universal para todos los robots KUKA, se entregan con Windows XP. Para periféricos se incluyen una unidad de CD-ROM y puertos USB, un puerto Ethernet y opcional para las interfaces Profibus, Interbus, DeviceNet , Profinet o etherCAT.
Actualmente el controlador en un KRC4 es el pionero de la automatización de hoy y del mañana. Reduce gastos en la integración, mantenimiento y conservación. Al mismo tiempo, aumenta la eficiencia y flexibilidad de los sistemas de forma sostenible, gracias a estándares industriales abiertos. 
El color con el cual la mayoría de los robots se suministran es el naranja (RAL 2003) - negro.

### Aplicaciones
Las aplicaciones de los robots industriales son múltiples. Se aplican en distintas industrias sobre todo para el tratamiento de materiales, la carga y descarga de máquinas, la paletización, la soldadura por puntos y la soldadura al arco. Los robots industriales KUKA se aplican por ejemplo en la producción en empresas como GM, Chrysler, Ford, Porsche, BMW, Audi, Mercedes-Benz, Volkswagen, Ferrari, Harley-Davidson, Tesla Motors o Boeing, Siemens, Stihl, Ikea, Swarovski, Wal-Mart, Nestlé, Budweiser así como Coca-Cola y otras empresas. A continuación, algunos ejemplos de aplicaciones:
- Industria del transporte:

En el transporte de pesos pesados los robots industriales pueden desarrollar una función importante. En general se usa la carga y el posicionamiento libre.
- Industria alimentaria:

Los robots KUKA también se utilizan en la industria alimentaria. Ayudan tanto a las personas como a las maquinarias de forma fiable cuando hay que gestionar tareas como por ejemplo cargar y descargar máquinas de embalaje, cortar carne, paletizar y apilar y en el control de calidad.

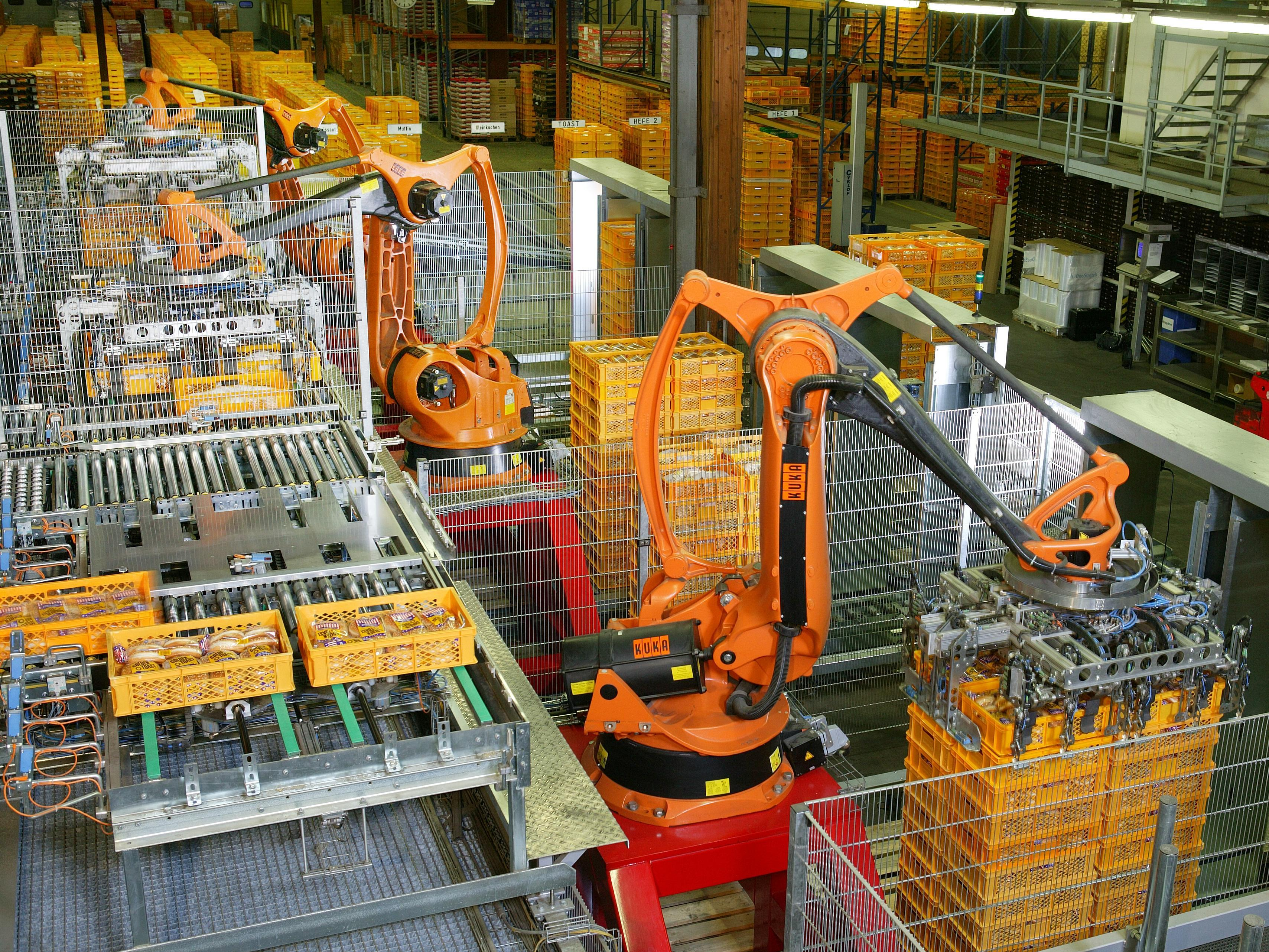
Industria alimentaria: Robots paletizadores de alimentos (Bakery) Paletizar y embalar pan

- Industria de la construcción:

La industria de la construcción ofrece aplicaciones variables: los robots se aplican tanto en el flujo de material como en el proceso de la transformación y la fabricación eficaz.

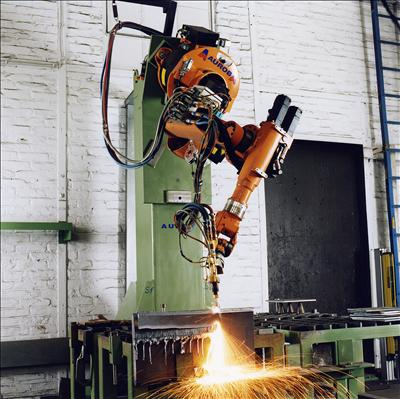
Industria de la construcción: Fabricación de puentes de aceros, corte de acero

- Industria de vidrio:

Los robots se utilizan en la industria de vidrio en los procesos como el tratamiento térmico de vidrio y vidrio de cuarzo en la industria de la fabricación de vidrio. Se utilizan en los trabajos de embocar y de remodelar o en la fabricación de artículos de normas y series.

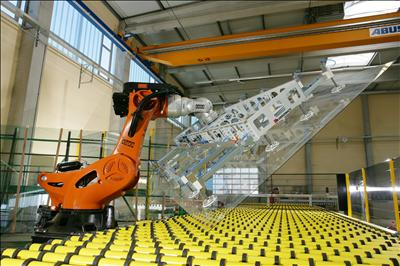
Industria de vidrio: manejo de láminas de vidrio, robot de carga pesada con 1,000 kg de carga

- Industria de fundición y forjado:

Los robots se pueden aplicar junto a las máquinas de fundición, dentro y encima de las mismas. Son resistentes al calor y la suciedad. Los robots KUKA también se aplican en los procesos de la producción de transformación como por ejemplo el desbarbado, raspado o taladrado. así como en los procesos de control de calidad.

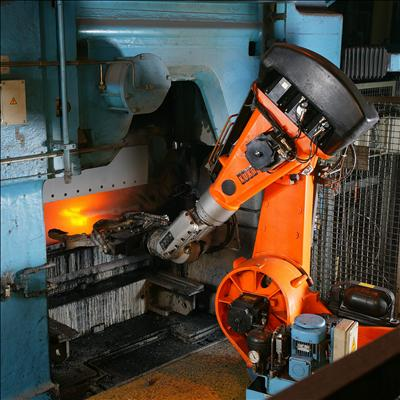
Automatización de fundición con brazo de roboto resistente al calor

- Industria de la madera:

Raspar, fresar, taladrar, serrar, paletizar o clasificar son tareas que están respaldados por robots.

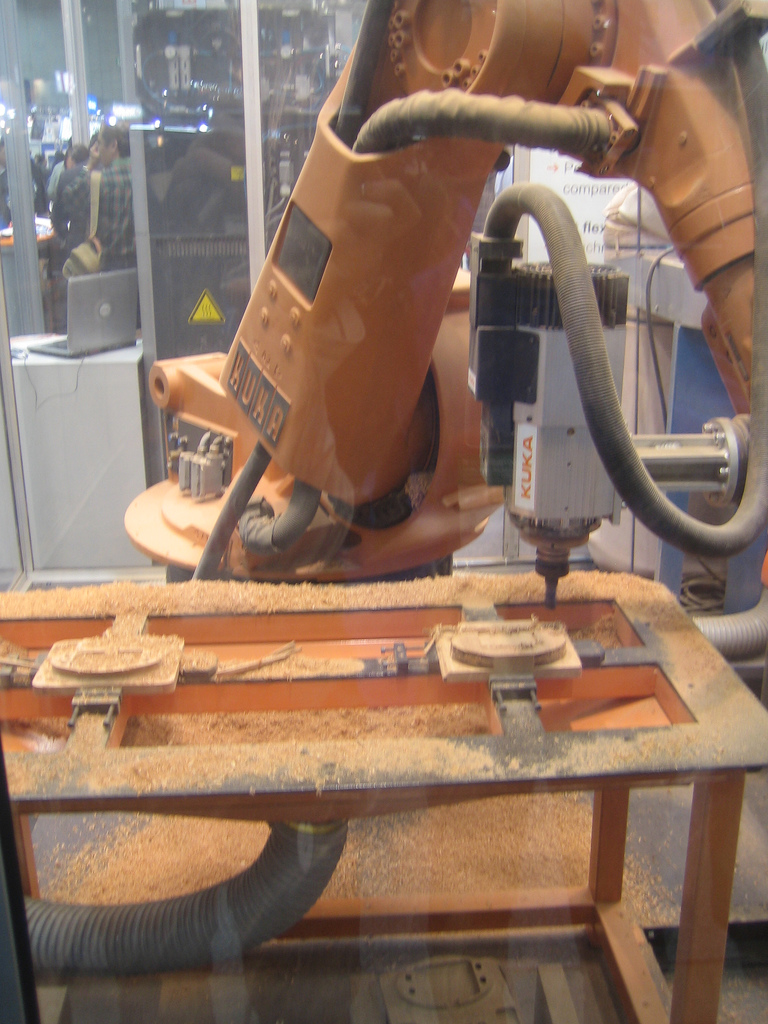
Procesamiento de madera: Fresado y corte CNC fresado CNC

- Manipulación de metales:

Los principales sectores del trabajo son procesos de manipulación como taladrar, fresar, cortar o doblar y estampar. Por supuesto los robots se aplican en los procesos de fundición, el montaje, la carga y descarga.

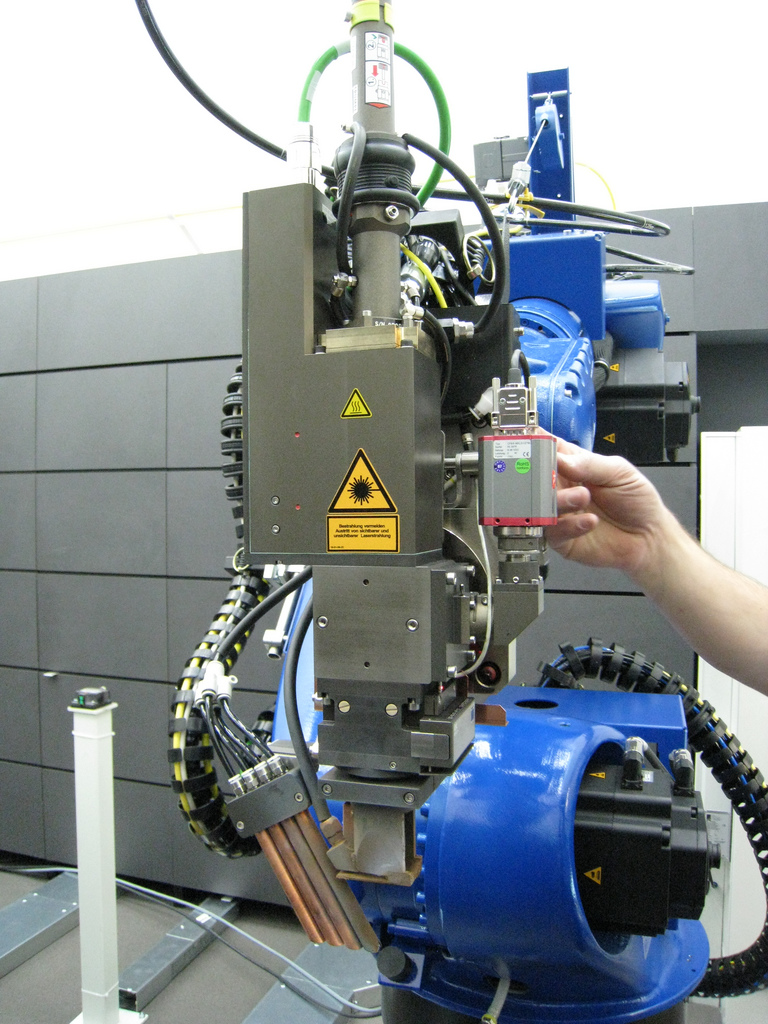
Procesamiento de metal: Corte por láser YAG

- Manipulación de piedras:

La industria de la cerámica y las piedras aplica robots industriales en el proceso de cortar (Brückensägen) losas hasta la manipulación automatizada 3D.

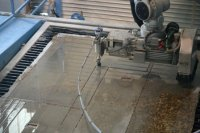
Procesamiento de piedra: corte de una encimera de cocina de cuarzo con chorro de agua

## Volumen de ventas
Volumen de ventas del grupo (KUKA Roboter GmbH)
- 413 Mio. Euro (2008)
- 330 Mio. Euro (2009)
- 435 Mio. Euro (2010)
- 616 Mio. Euro (2011)

Gerencia en KUKA Roboter GmbH:
CEO Manfred Gundel
CFO Michael Albert

## Volumen de ventas (KUKA AG)
- 1.286 Mio. Euro (2007)
- 1.266 Mio. Euro (2008)
- 902 Mio. Euro (2009)
- 1.078 Mio. Euro (2010)
- 1.435 Mio. Euro (2011)

Gerencia en KUKA AG:
CEO Dr. Till Reuter
CFO Peter Mohnen

## Datos de Interés

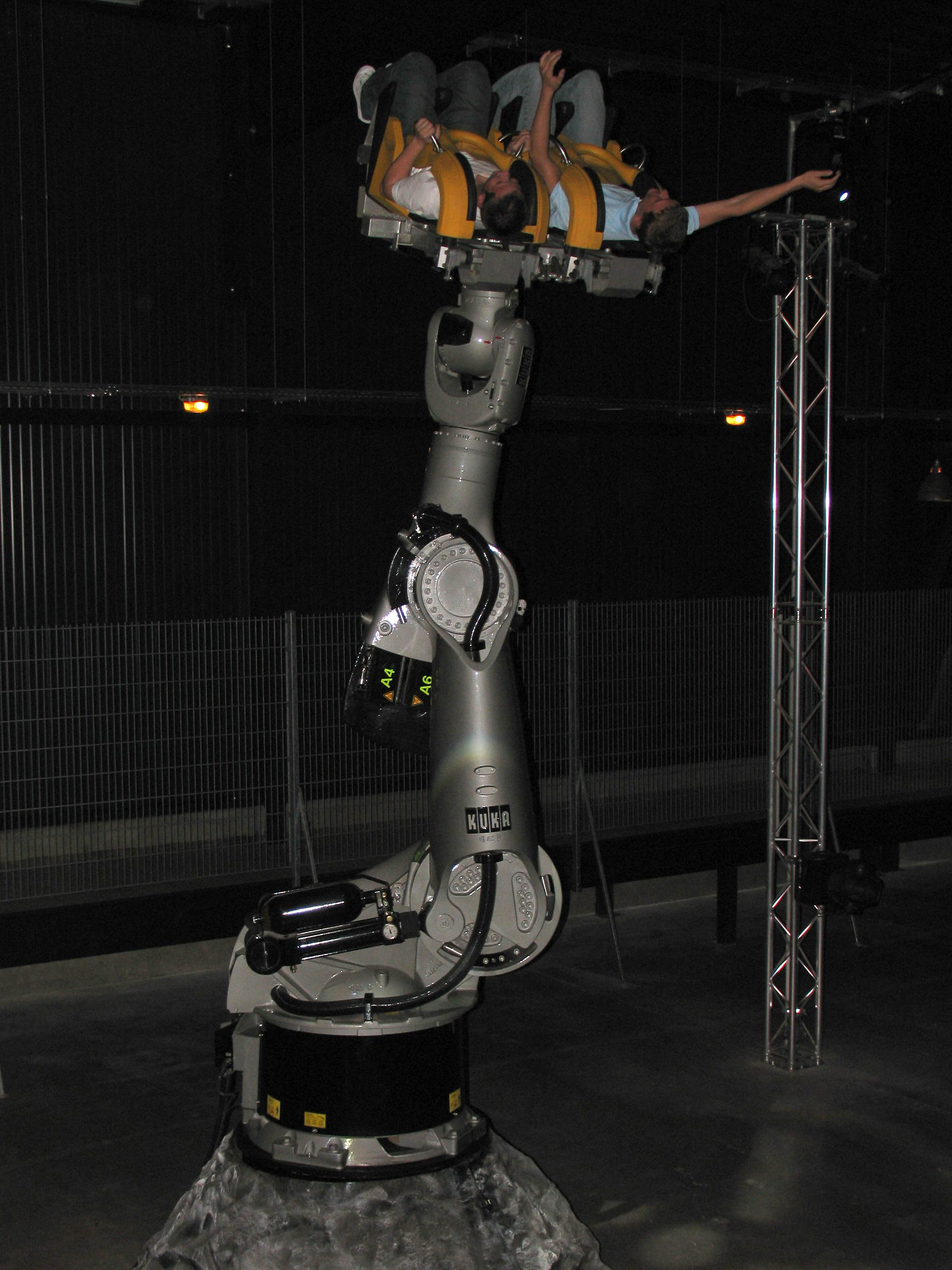
El KUKA Robocoaster es una atracción para parques temáticos, basado en un robot industrial.

Los robots industriales KUKA se usaron también para varias películas. En la película James Bond en Die Another Day los robots se colocan en el palacio de hielo en Islandia para amenazar con sus láseres a la agente NSA Jin, protagonizada por Halle Berry. En la película El código Da Vinci, en una toma, el robot KUKA entrega al actor Tom Hanks un recipiente con un criptex. Aparte de eso, el Robocoaster se utiliza como atracción e parques temáticos.